# Liste de musées et collections du Baix Empordà
La liste suivante des musées et collections du Baix Empordà traite des différents musées et collections qui existent dans la région du Baix Empordà.

## Musées et collections
| Musées                                       | Localisation                  | Année de fondation | Typologie                | Réseau | Coordonnées                       | Image |
| -------------------------------------------- | ----------------------------- | ------------------ | ------------------------ | --- | --------------------------------- | ----- |
| Maison - Musée Château Gala Dalí             | Púbol (La Pera)               | 1996               | Art                      | | 42° 00′ 53″ N, 2° 59′ 00″ E       |       |
| Musée d'Archéologie de Catalogne-Ullastret   | Ullastret                     |                    | Archéologie              | Réseau territorial des Musées des Comarques de Girona | 42° 0′ 21.1″ N, 3° 4′ 47.5″ E     |       |
| Musée de la Méditerranée                     | Torroella de Montgrí          | 1982               | Ethnologie Archéologie   | Réseau des Musées de la Costa Brava Réseau des musées d'ethnologie Réseau territorial des musées des Comtés de Gérone Réseau des musées maritimes de la côte catalane Association des musées maritimes de la Méditerranée                                                                             | 42° 2′ 28.28″ N, 3° 7′ 27.85″ E   |       |
| Musée de la Pêche de Palamós                 | Palamós                       | 2002               | Ethnologie               | Réseau des Musées de la Costa Brava Réseau des musées d'ethnologie Réseau territorial des musées des Comtés de Gérone Réseau des musées maritimes de la côte catalane Association des musées maritimes de la Méditerranée Conseil International des Musées International Congress of Maritime Museums | 41° 50′ 42″ N, 3° 7′ 36″ E        |       |
| Le Musée du Liège                            | Palafrugell                   | 1972               | Science et technologie   | Réseau des Musées de la Costa Brava Réseau territorial des musées des Comtés de Gérone | 41° 55′ 7″ N, 3° 9′ 54″ E         |       |
| Terracotta Musée de la Céramique             | La Bisbal d'Empordà           | 1991               | Science et technologie   | Réseau des Musées de la Costa Brava Réseau territorial des musées des Comtés de Gérone | 41° 57′ 36″ N, 3° 02′ 26″ E       |       |
| Musée d'Histoire de Sant Feliu de Guíxols    | Sant Feliu de Guíxols         | 1919               | Histoire                 | Réseau des Musées de la Costa Brava Réseau territorial des musées des Comtés de Gérone Réseau des musées maritimes de la côte catalane Association des musées maritimes de la Méditerranée | 41° 46′ 38″ N, 3° 1′ 25″ E        |       |
| Musée du Sauvetage en Mer                    | Sant Feliu de Guíxols         |                    | Science et technologie   | Réseau des Musées de la Costa Brava Réseau territorial des musées des Comtés de Gérone Réseau des musées maritimes de la côte catalane Association des musées maritimes de la Méditerranée | 41° 46′ 48″ N, 3° 2′ 8″ E         |       |
| Espace Carmen Thyssen                        | Sant Feliu de Guíxols         | 2012               | Art                      | | 41° 46′ 38″ N, 3° 1′ 25″ E        |       |
| Fondation Josep Pla                          | Palafrugell                   | 1990               | Biographique Littérature | Espais Escrits. Réseau du patrimoine littéraire catalan. | 41° 55′ 2″ N, 3° 9′ 38″ E         |       |
| Fondation Cuixart                            | Palafrugell                   | 1998               | Art                      | | 41° 55′ 06″ N, 3° 10′ 01″ E       |       |
| La Fondation Mascort                         | Torroella de Montgrí          | 2007               | Ethnologie               | | 42° 02′ 29.4″ N, 3° 07′ 33.4″ E   |       |
| Musée Can Mario - Fondation Vila Casas       | Palafrugell                   | 2004               | Art                      | | 41° 55′ 08″ N, 3° 9′ 58″ E        |       |
| Musée Palau Solterra - Fondation Vila Casas  | Torroella de Montgrí          | 2000               | Photographie             | | 42° 2′ 30″ N, 3° 7′ 30″ E         |       |
| Le Grand Musée de la Magie. Collection Xevi. | Santa Cristina d'Aro          | 2002               | Magie                    | | 41° 48′ 53″ N, 3° 0′ 05.2″ E      |       |
| Musée Maison de la Culture Ca la Pruna       | Pals                          | 2015               | Ethnologie               | | 41° 58′ 13.7″ N, 3° 8′ 40.6″ E    |       |
| Musée du la Confiture                        | Torrent                       | 2004               | Gastronomie              | | 41° 57′ 07.84″ N, 3° 07′ 41.05″ E |       |
| Musée du Jouet                               | Sant Feliu de Guíxols         | 2000               | Ethnologie               | | 41° 46′ 54.88″ N, 3° 1′ 45.12″ E  |       |
| Musée de la Poupée                           | Castell-Platja d'Aro          | 1997               | Ethnologie               | | 41° 48′ 53.06″ N, 3° 1′ 51″ E     |       |
| Musée Rural - Collection d'outils agricoles  | Palau-sator                   | 1996               | Ethnologie               | | 41° 59′ 20.9″ N, 3° 06′ 34.3″ E   |       |
| Musée de la Zarzuela Enrique Sacristán       | Santa Cristina d'Aro          |                    | Art Biographique         | | 41° 48′ 10.2″ N, 2° 59′ 15.7″ E   |       |
| Centre d'Interprétation de la Gastronomie    | Palafrugell                   |                    |                          | | 41° 54′ 44.9″ N, 3° 09′ 07.6″ E   |       |
| Centre d'Interprétation de Sa Perola         | Palafrugell                   | 2010               | Ethnologie               | | 41° 53′ 19.7″ N, 3° 11′ 04.8″ E   |       |
| Ensemble de Sant Sebastià de la Guarda       | Llafranc (Palafrugell)        |                    | Archéologie              | | 41° 53′ 50″ N, 3° 12′ 10″ E       |       |
| Dioramas de Crèches au Monastère de Solius   | Solius (Santa Cristina d'Aro) | 1970               | Religieux                | | 41° 48′ 53.2″ N, 2° 57′ 44″ E     |       |